# Semiothisa exsecutaria
Semiothisa exsecutaria är en fjärilsart som beskrevs av Walker 1861. Semiothisa exsecutaria ingår i släktet Semiothisa och familjen mätare. Inga underarter finns listade i Catalogue of Life.